# Ponapella
Ponapella is een geslacht van weekdieren uit de klasse van de Gastropoda (slakken).

## Soort
- Ponapella pihapiha Clench, 1946